# Hendrik Faydherbe
Hendrik Faydherbe, ook Faijdherbe (Mechelen, 1574 - aldaar, 1629) was een Vlaams kunstenaar.
Hij was de vader van Lucas Faydherbe (Faijdherbe) de beroemde beeldhouwer, architect en leerling van Rubens. Hendrik Faydherbe werd vooral bekend als beeldsnijder en vergulder, maar ook als voorzitter van rederijkerskamer De Peoene in Mechelen. Hendrik was de broer van Antoon Faydherbe en Maria Faydherbe, ook 2 beroemde Mechelse beeldhouwers. Hendrik was getrouwd met Cornelia Franchois (Franchoys) zus van Lucas Franchoys de oudere en tante van Lucas Franchoys de jongere.
- Biografisch Portaal: 46746718
- Digitale Bibliotheek voor de Nederlandse Letteren: fayd001
- Gemeinsame Normdatei: 1052471218
- International Standard Name Identifier: 0000 0003 9112 1512
- Nederlandse Thesaurus van Auteursnamen: 114776148
- RKD-Nederlands Instituut voor Kunstgeschiedenis: 496120
- Virtual International Authority File: 284877009
- WorldCat: E39PBJycJ6mFGD7Bcv6Y9dt9Xd